# Chorthippus abchasicus
Chorthippus abchasicus är en insektsart som beskrevs av Willy Adolf Theodor Ramme 1939. Chorthippus abchasicus ingår i släktet Chorthippus och familjen gräshoppor. Inga underarter finns listade i Catalogue of Life.